# Louis Dubouquet
Louis Dubouquet, né le 17 avril 1740 à Cucuron (Vaucluse), mort le 25 janvier 1814 à Cucuron (Vaucluse), est un général français de la Révolution et de l’Empire.

## Biographie
Louis Dubouquet naît le 17 avril 1740 à Cucuron et est baptisé le lendemain. Il est le fils d'Elzéard Bouquet et d'Anne Cousin.
Il entre en service le 1er septembre 1755 au Régiment d'Auvergne, il est lieutenant le 15 novembre 1755 et capitaine le 12 juillet 1760. Le 5 juin 1781, il est nommé major au régiment de Boulonnais, et il passe lieutenant-colonel le 17 mai 1789.
Il est nommé colonel le 21 octobre 1791 au 29e régiment d’infanterie de ligne. Il est promu général de brigade le 29 août 1792 et général de division le 8 octobre 1792. Le 17 février 1793, il est nommé commandant en chef par intérim de l’armée des Pyrénées. Il est suspendu le 8 octobre 1793, et il est admis à la retraite le 10 avril 1795.
Son nom est gravé sur l’arc de triomphe de l’Étoile, 34e colonne.